# Kōki Saitō
Kōki Saitō (斉藤 光毅?, Saitō Kōki; Tokyo, 10 agosto 2001) è un calciatore giapponese, attaccante del QPR in prestito dal Lommel.

## Carriera

### Club

#### Yokohama FC
Inizia a giocare nel professionismo con la squadra dello Yokohama FC, nella J2 League (la seconda lega giapponese) nell'edizione 2019 la squadra ottiene il secondo posto valevole per la promozione, Saitō ha segnato la rete del 2-1 battendo col lo stesso risultato sia l'Ehime FC che il Tochigi SC ciò si è rivelato determinante nel bilancio finale per distanziare l'Omiya Ardija (arrivata terza) e conquistare la promozione in prima divisione. Segna la sua prima rete nella J1 League battendo per 3-1 il Kashiwa Reysol, la sua ultima rete per la squadra la mette a segno nella vittoria per 3-2 contro lo Shimizu S-Pulse.

#### Lommel SK
Nel 2021 si trasferisce nel Belgio giocando per la squadra del Lommel SK nella seconda divisione, il suo primo gol riesce a segnarlo perdendo per 3-2 contro il Waasland-Beveren, con una rete decide la vittoria per 1-0 battendo il Royal Mouscron-Péruwelz, grazie a un suo assist Cauê segna il gol del 2-1 vincendo contro il Westerlo.Segna il gol del 4-2 ai danni del Diegem nella Coppa del Belgio.

### Nazionale
Nel 2016 ottiene la convocazione nella Nazionale Under-15 giocando un'amichevole contro l'Austria segnando un gol vincendo per 6-2, l'anno successivo il Giappone ospita delle amichevoli e Saitō gioca con la Nazionale Under-16 segnando una rete battendo per 4-2 gli Stati Uniti e mettendo a segno una tripletta ai danni della Guinea vincendo per 5-0.
Con la Nazionale Under-19 prende parte all'edizione 2018 della Coppa d'Asia giovanile dove Saitō apre le marcature battendo per 5-2 la Corea del Nord, segna la rete del 5-0 sconfiggendo l'Iraq e infine il suo ultimo gol lo mette a segno battendo per 3-1 la Thailandia, la squadra si classifica tra le prime quattro, giocando così nel Mondiale Under-20.
Gioca un'amichevole militando nella Nazionale Under-21 contro il Qatar facendo un gol, battendo gli avversari per 2-0.
Con la nazionale Under-23 giapponese ha partecipato alla Coppa d'Asia U-23 2022.
Nel 2024 è stato convocato dalla nazionale olimpica giapponese per partecipare ai Giochi della XXXIII Olimpiade.

## Statistiche

### Presenze e reti nei club
Statistiche aggiornate al 23 maggio 2024.
| Stagione                | Squadra                 | Campionato              | Campionato | Campionato | Coppa nazionale | Coppa nazionale | Coppa nazionale | Coppe continentali | Coppe continentali | Coppe continentali | Altre coppe | Altre coppe | Altre coppe | Totale | Totale |
| Stagione                | Squadra                 | Comp                    | Pres       | Reti       | Comp            | Pres            | Reti            | Comp               | Pres               | Reti               | Comp        | Pres        | Reti        | Pres   | Reti   |
| ----------------------- | ----------------------- | ----------------------- | ---------- | ---------- | --------------- | --------------- | --------------- | ------------------ | ------------------ | ------------------ | ----------- | ----------- | ----------- | ------ | ------ |
| 2018                    | Yokohama FC             | J2                      | 2          | 0          | CG              | 0               | 0               | -                  | -                  | -                  | -           | -           | -           | 2      | 0      |
| 2019                    | Yokohama FC             | J2                      | 29         | 6          | CG              | 2               | 0               | -                  | -                  | -                  | -           | -           | -           | 31     | 6      |
| 2020                    | Yokohama FC             | J1                      | 32         | 3          | CdL             | 2               | 0               | -                  | -                  | -                  | -           | -           | -           | 34     | 3      |
| Totale Yokohama FC      | Totale Yokohama FC      | Totale Yokohama FC      | 63         | 9          |                 | 4               | 0               |                    | -                  | -                  |             | -           | -           | 67     | 9      |
| gen.-giu. 2021          | Lommel                  | D2                      | 9          | 0          | CB              | 1               | 0               | -                  | -                  | -                  | -           | -           | -           | 10     | 0      |
| 2021-2022               | Lommel                  | D2                      | 20         | 5          | CB              | 2               | 1               | -                  | -                  | -                  | -           | -           | -           | 22     | 6      |
| Totale Lommel           | Totale Lommel           | Totale Lommel           | 29         | 5          |                 | 3               | 1               |                    | -                  | -                  |             | -           | -           | 32     | 6      |
| 2022-2023               | Sparta Rotterdam        | ED                      | 26+4       | 7+0        | CO              | 2               | 0               | -                  | -                  | -                  | -           | -           | -           | 32     | 7      |
| 2023-2024               | Sparta Rotterdam        | ED                      | 21+1       | 3+0        | CO              | 0               | 0               | -                  | -                  | -                  | -           | -           | -           | 22     | 3      |
| Totale Sparta Rotterdam | Totale Sparta Rotterdam | Totale Sparta Rotterdam | 52         | 10         |                 | 2               | 0               |                    | -                  | -                  |             | -           | -           | 54     | 10     |
| 2024-2025               | QPR                     | FLC                     | 0          | 0          | FACup+CdL       | 0               | 0               | -                  | -                  | -                  | -           | -           | -           | 0      | 0      |
| Totale carriera         | Totale carriera         | Totale carriera         | 144        | 24         |                 | 9               | 1               |                    | -                  | -                  |             | -           | -           | 153    | 25     |

### Cronologia presenze e reti in nazionale
| Cronologia completa delle presenze e delle reti in nazionale ― Giappone olimpica | Cronologia completa delle presenze e delle reti in nazionale ― Giappone olimpica | Cronologia completa delle presenze e delle reti in nazionale ― Giappone olimpica | Cronologia completa delle presenze e delle reti in nazionale ― Giappone olimpica | Cronologia completa delle presenze e delle reti in nazionale ― Giappone olimpica | Cronologia completa delle presenze e delle reti in nazionale ― Giappone olimpica | Cronologia completa delle presenze e delle reti in nazionale ― Giappone olimpica | Cronologia completa delle presenze e delle reti in nazionale ― Giappone olimpica |
| Data                                                                             | Città                                                                            | In casa                                                                          | Risultato                                                                        | Ospiti                                                                           | Competizione                                                                     | Reti                                                                             | Note                                                                             |
| -------------------------------------------------------------------------------- | -------------------------------------------------------------------------------- | -------------------------------------------------------------------------------- | -------------------------------------------------------------------------------- | -------------------------------------------------------------------------------- | -------------------------------------------------------------------------------- | -------------------------------------------------------------------------------- | -------------------------------------------------------------------------------- |
| 24-7-2024                                                                        | Bordeaux                                                                         | Giappone olimpica                                                                | 5 – 0                                                                            | Paraguay olimpica                                                                | Olimpiadi 2024 - 1º turno                                                        | -                                                                                | 73’                                                                              |
| 27-7-2024                                                                        | Bordeaux                                                                         | Giappone olimpica                                                                | 1 – 0                                                                            | Mali olimpica                                                                    | Olimpiadi 2024 - 1º turno                                                        | -                                                                                | 57’                                                                              |
| 2-8-2024                                                                         | Lione                                                                            | Giappone olimpica                                                                | 0 – 3                                                                            | Spagna olimpica                                                                  | Olimpiadi 2024 - Quarti di finale                                                | -                                                                                | 67’                                                                              |
| Totale                                                                           |                                                                                  | Presenze                                                                         | 3                                                                                |                                                                                  | Reti                                                                             | 0                                                                                |                                                                                  |

| Cronologia completa delle presenze e delle reti in nazionale ― Giappone under 23 | Cronologia completa delle presenze e delle reti in nazionale ― Giappone under 23 | Cronologia completa delle presenze e delle reti in nazionale ― Giappone under 23 | Cronologia completa delle presenze e delle reti in nazionale ― Giappone under 23 | Cronologia completa delle presenze e delle reti in nazionale ― Giappone under 23 | Cronologia completa delle presenze e delle reti in nazionale ― Giappone under 23 | Cronologia completa delle presenze e delle reti in nazionale ― Giappone under 23 | Cronologia completa delle presenze e delle reti in nazionale ― Giappone under 23 |
| Data                                                                             | Città                                                                            | In casa                                                                          | Risultato                                                                        | Ospiti                                                                           | Competizione                                                                     | Reti                                                                             | Note                                                                             |
| -------------------------------------------------------------------------------- | -------------------------------------------------------------------------------- | -------------------------------------------------------------------------------- | -------------------------------------------------------------------------------- | -------------------------------------------------------------------------------- | -------------------------------------------------------------------------------- | -------------------------------------------------------------------------------- | -------------------------------------------------------------------------------- |
| 23-3-2022                                                                        | Dubai                                                                            | Giappone under 23                                                                | 1 – 0                                                                            | Croazia under 23                                                                 | Amichevole                                                                       | -                                                                                | 65’                                                                              |
| 26-3-2022                                                                        | Dubai                                                                            | Qatar under 23                                                                   | 0 – 2                                                                            | Giappone under 23                                                                | Amichevole                                                                       | 1                                                                                | 76’                                                                              |
| 29-3-2022                                                                        | Dubai                                                                            | Arabia Saudita under 23                                                          | 0 – 1                                                                            | Giappone under 23                                                                | Amichevole                                                                       | -                                                                                | 61’                                                                              |
| 3-6-2022                                                                         | Tashkent                                                                         | Emirati Arabi Uniti under 23                                                     | 1 – 2                                                                            | Giappone under 23                                                                | Coppa d'Asia AFC Under-23 2022                                                   | -                                                                                | 29’ 46’                                                                          |
| 6-6-2022                                                                         | Tashkent                                                                         | Giappone under 23                                                                | 0 – 0                                                                            | Arabia Saudita under 23                                                          | Coppa d'Asia AFC Under-23 2022                                                   | -                                                                                | 61’                                                                              |
| 9-6-2022                                                                         | Tashkent                                                                         | Giappone under 23                                                                | 3 – 0                                                                            | Tagikistan under 23                                                              | Coppa d'Asia AFC Under-23 2022                                                   | -                                                                                | 58’                                                                              |
| 12-6-2022                                                                        | Tashkent                                                                         | Corea del Sud under 23                                                           | 0 – 3                                                                            | Giappone under 23                                                                | Coppa d'Asia AFC Under-23 2022                                                   | -                                                                                | 46’                                                                              |
| 15-6-2022                                                                        | Tashkent                                                                         | Uzbekistan under 23                                                              | 2 – 0                                                                            | Giappone under 23                                                                | Coppa d'Asia AFC Under-23 2022                                                   | -                                                                                | 32’ 58’                                                                          |
| 22-9-2022                                                                        | Marbella                                                                         | Svizzera under 23                                                                | 2 – 1                                                                            | Giappone under 23                                                                | Amichevole                                                                       | -                                                                                | 46’                                                                              |
| 26-9-2022                                                                        | Castel di Sangro                                                                 | Italia under 23                                                                  | 1 – 1                                                                            | Giappone under 23                                                                | Amichevole                                                                       | -                                                                                | 46’                                                                              |
| 18-11-2022                                                                       | Siviglia                                                                         | Spagna under 23                                                                  | 2 – 0                                                                            | Giappone under 23                                                                | Amichevole                                                                       | -                                                                                | 62’                                                                              |
| 22-11-2022                                                                       | Portimão                                                                         | Portogallo under 23                                                              | 1 – 2                                                                            | Giappone under 23                                                                | Amichevole                                                                       | -                                                                                | 59’                                                                              |
| 6-9-2023                                                                         | Al Muharraq                                                                      | Giappone under 23                                                                | 6 – 0                                                                            | Pakistan under 23                                                                | Qualificazioni Coppa d'Asia AFC Under-23 2024                                    | -                                                                                |                                                                                  |
| 12-9-2023                                                                        | Al Muharraq                                                                      | Giappone under 23                                                                | 0 – 0                                                                            | Bahrein under 23                                                                 | Qualificazioni Coppa d'Asia AFC Under-23 2024                                    | -                                                                                | 46’                                                                              |
| 11-6-2024                                                                        | Kansas City                                                                      | Stati Uniti under 23                                                             | 0 – 2                                                                            | Giappone under 23                                                                | Amichevole                                                                       | -                                                                                | 46’                                                                              |
| 17-7-2024                                                                        | Tolone                                                                           | Francia under 23                                                                 | 1 – 1                                                                            | Giappone under 23                                                                | Amichevole                                                                       | -                                                                                | 62’                                                                              |
| Totale                                                                           |                                                                                  | Presenze                                                                         | 16                                                                               |                                                                                  | Reti                                                                             | 1                                                                                |                                                                                  |

| Cronologia completa delle presenze e delle reti in nazionale ― Giappone under 20 | Cronologia completa delle presenze e delle reti in nazionale ― Giappone under 20 | Cronologia completa delle presenze e delle reti in nazionale ― Giappone under 20 | Cronologia completa delle presenze e delle reti in nazionale ― Giappone under 20 | Cronologia completa delle presenze e delle reti in nazionale ― Giappone under 20 | Cronologia completa delle presenze e delle reti in nazionale ― Giappone under 20 | Cronologia completa delle presenze e delle reti in nazionale ― Giappone under 20 | Cronologia completa delle presenze e delle reti in nazionale ― Giappone under 20 |
| Data                                                                             | Città                                                                            | In casa                                                                          | Risultato                                                                        | Ospiti                                                                           | Competizione                                                                     | Reti                                                                             | Note                                                                             |
| -------------------------------------------------------------------------------- | -------------------------------------------------------------------------------- | -------------------------------------------------------------------------------- | -------------------------------------------------------------------------------- | -------------------------------------------------------------------------------- | -------------------------------------------------------------------------------- | -------------------------------------------------------------------------------- | -------------------------------------------------------------------------------- |
| 13-6-2018                                                                        | Lisbona                                                                          | Rep. Ceca under 20                                                               | 0 – 1                                                                            | Giappone under 20                                                                | Amichevole                                                                       | -                                                                                |                                                                                  |
| 15-6-2018                                                                        | Lisbona                                                                          | Portogallo under 20                                                              | 0 – 1                                                                            | Giappone under 20                                                                | Amichevole                                                                       | -                                                                                | 66’                                                                              |
| 17-6-2018                                                                        | Lisbona                                                                          | Norvegia under 20                                                                | 2 – 1                                                                            | Giappone under 20                                                                | Amichevole                                                                       | -                                                                                | 73’                                                                              |
| 19-8-2018                                                                        | Shizuoka                                                                         | Giappone under 20                                                                | 1 – 2                                                                            | Paraguay under 20                                                                | Amichevole                                                                       | -                                                                                |                                                                                  |
| 3-9-2018                                                                         | Narashino                                                                        | Giappone under 20                                                                | 2 – 0                                                                            | Vietnam under 20                                                                 | Amichevole                                                                       | -                                                                                | 77’                                                                              |
| 7-9-2018                                                                         | Città del Messico                                                                | Messico under 20                                                                 | 1 – 1                                                                            | Giappone under 20                                                                | Amichevole                                                                       | -                                                                                | 46’                                                                              |
| 9-9-2018                                                                         | Città del Messico                                                                | Brasile under 20                                                                 | 1 – 1                                                                            | Giappone under 20                                                                | Amichevole                                                                       | -                                                                                | 46’                                                                              |
| 19-10-2018                                                                       | Cibinong                                                                         | Giappone under 20                                                                | 5 – 2                                                                            | Corea del Nord under 20                                                          | Coppa d'Asia AFC Under-19 2018                                                   | 1                                                                                | 76’                                                                              |
| 22-10-2018                                                                       | Cibinong                                                                         | Thailandia under 20                                                              | 1 – 3                                                                            | Giappone under 20                                                                | Coppa d'Asia AFC Under-19 2018                                                   | 1                                                                                | 73’                                                                              |
| 25-10-2018                                                                       | Cibinong                                                                         | Giappone under 20                                                                | 5 – 0                                                                            | Iraq under 20                                                                    | Coppa d'Asia AFC Under-19 2018                                                   | 1                                                                                | 76’                                                                              |
| 28-10-2018                                                                       | Giacarta                                                                         | Giappone under 20                                                                | 2 – 0                                                                            | Indonesia under 20                                                               | Coppa d'Asia AFC Under-19 2018                                                   | -                                                                                | 15’                                                                              |
| 1-11-2018                                                                        | Cibinong                                                                         | Giappone under 20                                                                | 0 – 2                                                                            | Arabia Saudita under 20                                                          | Coppa d'Asia AFC Under-19 2018                                                   | -                                                                                | 71’                                                                              |
| 21-3-2019                                                                        | Łódź                                                                             | Polonia under 20                                                                 | 4 – 1                                                                            | Giappone under 20                                                                | Amichevole                                                                       | 1                                                                                | 46’                                                                              |
| 23-3-2019                                                                        | San Pedro del Pinatar                                                            | Argentina under 20                                                               | 1 – 0                                                                            | Giappone under 20                                                                | Amichevole                                                                       | -                                                                                |                                                                                  |
| 25-3-2019                                                                        | San Pedro del Pinatar                                                            | Stati Uniti under 20                                                             | 2 – 1                                                                            | Giappone under 20                                                                | Amichevole                                                                       | -                                                                                | 53’                                                                              |
| 23-5-2019                                                                        | Bydgoszcz                                                                        | Giappone under 20                                                                | 1 – 1                                                                            | Ecuador under 20                                                                 | Mondiali Under-20 2019 - 1º turno                                                | -                                                                                | 46’                                                                              |
| 26-5-2019                                                                        | Gdynia                                                                           | Messico under 20                                                                 | 0 – 3                                                                            | Giappone under 20                                                                | Mondiali Under-20 2019 - 1º turno                                                | -                                                                                | 76’                                                                              |
| 29-5-2019                                                                        | Bydgoszcz                                                                        | Italia under 20                                                                  | 0 – 0                                                                            | Giappone under 20                                                                | Mondiali Under-20 2019 - 1º turno                                                | -                                                                                | 78’                                                                              |
| Totale                                                                           |                                                                                  | Presenze                                                                         | 18                                                                               |                                                                                  | Reti                                                                             | 4                                                                                |                                                                                  |